# Hearts of Iron III
Hearts of Iron III (HoI3) är ett realtidsstrategidatorspel, utvecklat och utgivet av Paradox Interactive. Den är den tredje delen i Hearts of Iron-serien. Den är uppföljare till Hearts of Iron och Hearts of Iron II. Spelet släpptes i augusti 2009 inom EU. Mac-versionen till spelet släpptes istället i december samma år. En expansion till serien släpptes 6 juni, Hearts of Iron III: Semper Fi. En till expansion är nu utvecklad, Hearts of Iron III: For The Motherland, släpptes Q2 2011.

## Gameplay
Spelet utspelar sig mellan åren 1936 och 1948 under andra världskriget och skildrar kriget i stor detalj. Spelet låter spelaren välja en av nästan varje nation som existerade under den perioden. Det finns dock tre stycken huvudfraktioner i spelet, axelmakterna (Tyskland), allierade bland andra (Storbritannien, Frankrike) och komintern (Sovjet). Andra länder kan senare i spelet sakta hamna i en fraktion. Sedan får spelaren leda nationen genom kriget. Beslut om militära styrkor, produktion, utforskning, diplomati, politik och spionage står i centrum i spelet.

### Nyheter
Till skillnad från föregångarna använder Hearts of Iron III 3D-grafikmotorn från Europa Universalis III. Andra skillnader mot föregångarna i samma serie, som fokuserar mer på markstrider än sjö- och luftslag, är att den tredje utgåvan lägger mer vikt vid sjöslagen, som är mer komplicerade och har bättre uträkningskalkyler.
- Divisionerna kommer att bestå av 4 brigader och efter vissa teknologiska framsteg 5 som kan väljas fritt (totalt 20 stycken).
- Ett nytt resurssystem, som kräver inköp av råvaror i ett ekonomiskt system
- En mobilisering och reserver tvingar demokratier att mobilisera när kriget närmar sig snarare än att upprätthålla en stor stående armé.
- Hangarfartygsbaserade flygplan kommer inte längre att vara ihop med hangarfartygen utan kommer att fungera som självständiga grupper.
- Landets huvuddelar att sköta finns i olika fönster och de är uppdelade i produktion, teknologi, politik, diplomati och spionage.
- Man kan låta AI:n sköta en eller flera av sitt lands huvuddelar. Man kan även låta AI:n sköta krigföringen och just specifika frontavsnitt eller hela fronter om man själv vill fokusera på en del.
- Alla länder skapar nu sin egen karaktär som måste skötas olika.
- Inrättandet av regeringar i exil och rebellkampanjer för att återerövra annekterade länder.